# F-02D
docomo STYLE series F-02D（ドコモ スタイル シリーズ エフ ゼロ に ディー）は、富士通が開発したNTTドコモの第3世代移動通信システム (FOMA) 端末である。docomo STYLE seriesの端末。

## 概要
F-01Cの事実上の後継機種で、当初はdocomo PRIME seriesの機種として開発するも、ドコモがフィーチャーフォンのシリーズ展開を見直してPRIMEが廃止され、STYLE seriesとなった。
防水、Wi-Fi、タッチパネル液晶、ワンセグ、GPS、Exmor R for mobile＋Milbeaut Mobileによる高画素カメラなど、フィーチャーフォンの機能をほぼ全て詰め込んだ端末であり、ドコモと富士通も「圧巻の全部入りハイスペックスリム防水ケータイ！」として売り出している。2軸ヒンジ型モデルで唯一、折りたたんだ状態から開けるときにヒンジ部側面のワンプッシュオープンボタンが利用できる。
SIMカードはドコモminiUIMカード (microSIM) を採用している。

## 主な対応サービス
| 主な対応サービス                   | 主な対応サービス                                                    | 主な対応サービス                       | 主な対応サービス                                 |
| ---------------------------------- | ------------------------------------------------------------------- | -------------------------------------- | ------------------------------------------------ |
| タッチパネル                       | FOMAハイスピード7.2Mbps/5.7Mbps                                     | Bluetooth                              | DCMX／おサイフケータイ                           |
| iアプリオンライン／地図アプリ      | 直感ゲーム／メガiアプリ                                             | iウィジェット                          | マチキャラ／iコンシェル                          |
| ホームU／ポケットU                 | GPS／ケータイお探し                                                 | デコメール／デコメ絵文字／デコメアニメ | iチャネル                                        |
| 着もじ／プッシュトーク             | テレビ電話／キャラ電                                                | 電話帳お預かりサービス                 | フルブラウザ                                     |
| おまかせロック／バイオ認証         | 外部メモリーへiモードコンテンツ移行／ユーザーデータ一括バックアップ | トルカ                                 | iC通信／iCお引越しサービス                       |
| きせかえツール／ダイレクトメニュー | バーコードリーダ                                                    | 2in1                                   | エリアメール／ソフトウェアーアップデート自動更新 |
| GSM／3Gローミング（WORLD WING）    | 着うたフル／うた・ホーダイ                                          | Music&Videoチャネル／ビデオクリップ    | ミュージックプレーヤー(WMA)(AAC)                 |

## 歴史
- 2011年10月18日 - NTTドコモが発表。
- 2011年11月11日 - 発売開始

## 不具合
2011年11月21日に以下の不具合の修正がソフトウェアアップデートによって行われた。
- 画面に「データベースの更新を行います」と表示され、携帯電話（本体）が再起動したり、フリーズする場合がある。

2011年11月29日に以下の不具合の修正がソフトウェアアップデートによって行われた。
- 携帯電話（本体）を充電中、まれに電池残量表示が急激に変化する場合がある。

2011年12月15日に以下の不具合の修正がソフトウェアアップデートによって行われた。
- テレビ電話にて通話中、まれに通話時間がカウントされない場合がある。

2012年1月23日に以下の不具合の修正がソフトウェアアップデートによって行われた。
- らくがき盛りフォトにてカメラ起動中、まれにマルチタスク切替ができない場合がある。

2012年2月23日に以下の不具合の修正がソフトウェアアップデートによって行われた。
- 災害用音声お届けサービスへの対応。

2014年9月17日に以下の不具合の修正がソフトウェアアップデートによって行われた。
- ボイスレコーダが正常に録音できない場合がある。
- 動画撮影をした際、音声が正常に録音されない場合がある。

以下の不具合は、ドコモと富士通も確認したが対策は未定。
- 動画撮影するときビューアスタイル、HD以上、ファイン音質にすると、背面マイク(上)が音を拾えなくなるという報告がある。